# Panay
Panay è un'isola delle Filippine situata nell'arcipelago delle Visayas.
Si trova a sud-est dell'isola di Mindoro e a nord-ovest dell'isola di Negros, separate dallo Stretto di Guimaras. Nel braccio di mare che separa Panay e Negros si trova l'isola-provincia di Guimaras. A nord vi sono le isole di Sibuyan e di Romblon, a sud-ovest c'è il Mar di Sulu.
Politicamente è divisa in quattro province: Aklan, Antique, Capiz e Iloilo. 
L'isola ha una superficie di 12.001 km² e una popolazione stimata in circa 3,5 milioni di abitanti nel 2000. Il punto più elevato viene raggiunto dal Monte Madias, con 2.117 metri sul livello del mare. L'isola possiede molti fiumi tra cui Akean, Banica, Iloilo, e Panay.
Su Panay è ambientata la leggenda popolare filippina di Maragtas.